# 汶川柴胡
汶川柴胡（学名：Bupleurum wenchuanense）为伞形科柴胡属下的一个种。

## 扩展阅读
- 維基物種上的相關：汶川柴胡